# Campionati mondiali juniores di sci nordico 2019
I campionati mondiali juniores di sci nordico 2019 si sono svolti dal 19 al 27 gennaio 2019 a Lahti, in Finlandia. Si sono disputate competizioni nelle diverse specialità dello sci nordico: combinata nordica, salto con gli sci e sci di fondo.
A contendersi i titoli di campioni mondiali juniores sono stati i ragazzi e le ragazze nati tra il 1999 e il 2003.

## Risultati

### Uomini

#### Combinata nordica

##### Individuale 10 km
| Pos. | Atleta               | Nazione     | Tempo   |
| ---- | -------------------- | ----------- | ------- |
| 1    | Johannes Lamparter   | Austria     | 28:16,8 |
| 2    | Julian Schmid        | Germania    | +12,2   |
| 3    | Andreas Skoglund     | Norvegia    | +31,4   |
| 4    | Aaron Kostner        | Italia      | +35,4   |
| 5    | Aleksander Skoglund  | Norvegia    | +39,1   |
| 6    | Jens Lurås Oftebro   | Norvegia    | +45,3   |
| 7    | Wendelin Thannheimer | Germania    | +1:01,7 |
| 8    | Kodai Kimura         | Giappone    | +1:02,9 |
| 9    | Jared Shumate        | Stati Uniti | +1:02,9 |
| 10   | Max Teeling          | Austria     | +1:32,8 |

27 gennaio

Trampolino: Salpausselkä HS100

Fondo: 10 km

##### Individuale 5 km
| Pos. | Atleta             | Nazione   | Tempo   |
| ---- | ------------------ | --------- | ------- |
| 1    | Julian Schmid      | Germania  | 13:43,0 |
| 2    | Johannes Lamparter | Austria   | +5,3    |
| 3    | Jens Lurås Oftebro | Norvegia  | +13,5   |
| 4    | Vid Vrhovnik       | Slovenia  | +25,4   |
| 5    | Andreas Skoglund   | Norvegia  | +47,5   |
| 6    | Aaron Kostner      | Italia    | +47,8   |
| 7    | Simen Kvarstad     | Norvegia  | +47,9   |
| 8    | Otto Niittykoski   | Finlandia | +49,8   |
| 9    | Kasper Moen Flatla | Norvegia  | +50,6   |
| 10   | Dominik Terzer     | Austria   | +51,1   |

23 gennaio

Trampolino: Salpausselkä HS100

Fondo: 5 km

##### Gara a squadre
| Pos. | Nazione     | Atleti                                                                     | Tempo   |
| ---- | ----------- | -------------------------------------------------------------------------- | ------- |
| 1    | Germania    | Luis Lehnert Simon Hüttel David Mach Julian Schmid                         | 53:16,4 |
| 2    | Norvegia    | Aleksander Skoglund Kasper Moen Flatla Jens Lurås Oftebro Andreas Skoglund | +14,3   |
| 3    | Austria     | Florian Dagn Max Teeling Johannes Lamparter Marc-Luis Rainer               | +22,5   |
| 4    | Francia     | Théo Rochat Edgar Vallet Maël Tyrode Mattéo Baud                           | +26,0   |
| 5    | Slovenia    | Rok Jelen Gašper Brecl Ožbej Jelen Vid Vrhovnik                            | +32,1   |
| 6    | Giappone    | Sora Yachi Sakutaro Kobayashi Daimatsu Takehana Kodai Kimura               | +50,6   |
| 7    | Finlandia   | Waltteri Karhumaa Perttu Reponen Otto Niittykoski Wille Karhumaa           | +1:36,9 |
| 8    | Italia      | Aaron Kostner Giulio Bezzi Iacopo Bortolas Domenico Mariotti               | +3:02,7 |
| 9    | Russia      | Vitalij Šaršavin Aleksander Milanin Ėduard Žirnov Artëm Galunin            | +3:12,3 |
| 10   | Stati Uniti | Jared Shumate Evan Nichols Beckett Ledger Niklas Malacinski                | +3:46,0 |

25 gennaio

Trampolino: Salpausselkä HS100

Fondo: 4x5 km

#### Salto con gli sci

##### Trampolino normale
| Pos. | Atleta               | Nazione    | Punti |
| ---- | -------------------- | ---------- | ----- |
| 1    | Thomas Aasen Markeng | Norvegia   | 252,1 |
| 2    | Luca Roth            | Germania   | 250,8 |
| 3    | Sergej Tkachenko     | Kazakistan | 248,9 |
| 4    | Constantin Schmid    | Germania   | 248,3 |
| 5    | Žak Mogel            | Slovenia   | 244,7 |
| 6    | Paweł Wąsek          | Polonia    | 239,9 |
| 7    | Maximilian Lienher   | Austria    | 235,2 |
| 8    | Jernej Presečnik     | Slovenia   | 234,4 |
| 9    | Artti Aigro          | Estonia    | 231,6 |
| 10   | Yuken Iwasa          | Giappone   | 230,1 |

24 gennaio

Trampolino: Salpausselkä HS100

##### Gara a squadre
| Pos. | Nazione   | Atleti                                                                        | Punti |
| ---- | --------- | ----------------------------------------------------------------------------- | ----- |
| 1    | Germania  | Luca Roth Kilian Märkl Philipp Raimund Constantin Schmid                      | 979,7 |
| 2    | Norvegia  | Fredrik Villumstad Anders Ladehaug Sander Vossan Eriksen Thomas Aasen Markeng | 976,8 |
| 3    | Slovenia  | Aljaž Osterc Jan Bombek Jernej Presečnik Žak Mogel                            | 952,6 |
| 4    | Giappone  | Tatsunao Kobayashi Ren Nikaidō Kaito Nishimori Yuken Iwasa                    | 908,8 |
| 5    | Austria   | David Haagen Claudio Mörth Stefan Rainer Maximilian Lienher                   | 906,6 |
| 6    | Polonia   | Tomasz Pilch Kacper Juroszek Adam Niżnik Paweł Wąsek                          | 882,3 |
| 7    | Russia    | Danil Sadreev Aleksandr Loginov Michail Purtov Maksim Sergeev                 | 874,9 |
| 8    | Francia   | Mathis Contamine Jack White Alessandro Batby Jonathan Learoyd                 | 844,5 |
| 9    | Svizzera  | Sandro Hauswirth Olan Lacroix Lars Kindlimann Dominik Peter                   | 442,9 |
| 10   | Finlandia | Kalle Heikkinen Mico Ahonen Niko Kytösaho Jonne Veteläinen                    | 430,8 |

26 gennaio

Trampolino: Salpausselkä HS100

#### Sci di fondo

##### Sprint
| Pos. | Atleta               | Nazione     |
| ---- | -------------------- | ----------- |
| 1    | Aleksandr Terent'ev  | Russia      |
| 2    | Ansgar Evensen       | Norvegia    |
| 3    | Håkon Skaanes        | Norvegia    |
| 4    | Jules Chappaz        | Francia     |
| 5    | Axel Aflodal         | Svezia      |
| 6    | Aron Åkre Rysstad    | Norvegia    |
| 7    | Miska Poikkimäki     | Finlandia   |
| 8    | Ben Ogden            | Stati Uniti |
| 9    | Stefano Dellagiacoma | Italia      |
| 10   | Leo Rantahalvari     | Finlandia   |

20 gennaio

Tecnica classica

##### 10 km
| Pos. | Atleta                 | Nazione     | Tempo   |
| ---- | ---------------------- | ----------- | ------- |
| 1    | Jules Chappaz          | Francia     | 22:34,9 |
| 2    | Aleksandr Terent'ev    | Russia      | 22:55,9 |
| 3    | Iver Tildheim Andersen | Norvegia    | 23:02,1 |
| 4    | Andrej Kuznecov        | Russia      | 23:16,1 |
| 5    | Friedrich Moch         | Germania    | 23:16,2 |
| 6    | Gus Schumacher         | Stati Uniti | 23:19,3 |
| 7    | Petteri Koivisto       | Finlandia   | 23:24,5 |
| 8    | Mika Vermeulen         | Austria     | 23:26,0 |
| 9    | Davide Graz            | Italia      | 23:28,6 |
| 10   | William Poromaa        | Svezia      | 23:29,8 |

22 gennaio

Tecnica libera

##### Partenza in linea
| Pos. | Atleta           | Nazione     | Tempo     |
| ---- | ---------------- | ----------- | --------- |
| 1    | Luca Del Fabbro  | Italia      | 1:15:16,7 |
| 2    | Håvard Moseby    | Norvegia    | +0,4      |
| 3    | Cyril Fähndrich  | Svizzera    | +0,5      |
| 4    | Gus Schumacher   | Stati Uniti | +0,7      |
| 5    | Miska Poikkimäki | Finlandia   | +6,0      |
| 6    | Andrej Kuznecov  | Russia      | +6,1      |
| 7    | Rémi Drolet      | Canada      | +6,4      |
| 8    | Florian Knopf    | Germania    | +6,5      |
| 9    | William Poromaa  | Svezia      | +7,9      |
| 10   | Ben Ogden        | Stati Uniti | +9,0      |

24 gennaio

30 km tecnica classica

##### Staffetta 4x5 km
| Pos. | Nazione     | Atleti                                                            | Tempo   |
| ---- | ----------- | ----------------------------------------------------------------- | ------- |
| 1    | Stati Uniti | Luke Jager Ben Ogden Johnny Hagenbuch Gus Schumacher              | 45:34,7 |
| 2    | Russia      | Egor Trefilov Andrej Kuznecov Jaroslav Egošin Aleksandr Terent'ev | +3,8    |
| 3    | Germania    | Jakob Milz Florian Knopf Anian Sossau Friedrich Moch              | +6,3    |
| 4    | Norvegia    | Håkon Skaanes Håvard Moseby Iver Tildheim Andersen Ansgar Evensen | +26,9   |
| 5    | Finlandia   | Leo Rantahalvari Arsi Ruuskanen Petteri Koivisto Miska Poikkimäki | +30,9   |
| 6    | Svezia      | Johan Herbert Leo Johansson William Poromaa Axel Aflodal          | +41,8   |
| 7    | Italia      | Stefano Dellagiacoma Luca Del Fabbro Giovanni Ticcò Davide Graz   | +1:08,3 |
| 8    | Francia     | Jules Chappaz Théo Schely Mathieu Goalabré Vincent Buiatti        | +1:10,4 |
| 9    | Rep. Ceca   | Ondřej Černý Mike Ophoff Tomáš Lukeš Vladimír Kozlovský           | +2:16,6 |
| 10   | Svizzera    | Nicola Wigger Cyril Fähndrich Arnaud Guex Flurin Grond            | +2:27,2 |

26 gennaio 

2 frazioni da 5 km a tecnica classica 

2 frazioni da 5 km a tecnica libera

### Donne

#### Combinata nordica

##### Individuale 5 km
| Pos. | Atleta               | Nazione  | Tempo   |
| ---- | -------------------- | -------- | ------- |
| 1    | Ayane Miyazaki       | Giappone | 17:43,8 |
| 2    | Gyda Westvold Hansen | Norvegia | +3,6    |
| 3    | Anju Nakamura        | Giappone | +18,5   |
| 4    | Maria Gerboth        | Germania | +23,0   |
| 5    | Lisa Hirner          | Austria  | +1:23,6 |
| 6    | Daniela Dejori       | Italia   | +1:28,7 |
| 7    | Ema Volavšek         | Slovenia | +1:28,9 |
| 8    | Anna Jäkle           | Germania | +1:29,3 |
| 9    | Jenny Novak          | Germania | +1:42,5 |
| 10   | Anastasija Gončarova | Russia   | +1:47,4 |

23 gennaio

Trampolino: Salpausselkä HS100

Fondo: 5 km

#### Salto con gli sci

##### Trampolino normale
| Pos. | Atleta               | Nazione  | Punti |
| ---- | -------------------- | -------- | ----- |
| 1    | Anna Špynëva         | Russia   | 253,1 |
| 2    | Lidija Jakovleva     | Russia   | 252,4 |
| 3    | Lara Malsiner        | Italia   | 249,9 |
| 4    | Silje Opseth         | Norvegia | 246,5 |
| 5    | Lucile Morat         | Francia  | 243,1 |
| 6    | Jerneja Brecl        | Slovenia | 242,8 |
| 7    | Shihori Oi           | Giappone | 239,3 |
| 8    | Aleksandra Baranceva | Russia   | 237,7 |
| 9    | Joséphine Pagnier    | Francia  | 225,3 |
| 10   | Lisa Eder            | Austria  | 224,4 |

24 gennaio

Trampolino: Salpausselkä HS100

##### Gara a squadre
| Pos. | Nazione    | Atlete                                                                       | Punti |
| ---- | ---------- | ---------------------------------------------------------------------------- | ----- |
| 1    | Russia     | Marija Jakovleva Aleksandra Baranceva Anna Špynëva Lidija Jakovleva          | 912,2 |
| 2    | Germania   | Jenny Novak Josephin Laue Selina Freitag Agnes Reisch                        | 845,4 |
| 3    | Austria    | Marita Kramer Lisa Hirner Claudia Purker Lisa Eder                           | 831,6 |
| 4    | Giappone   | Rio Seto Ren Mikase Ayaka Igarashi Shihori Oi                                | 830,3 |
| 5    | Slovenia   | Pia Mazi Jerneja Repinc Zupančič Katra Komar Jerneja Brecl                   | 803,7 |
| 6    | Francia    | Joséphine Pagnier Léna Brocard Marine Bressand Lucile Morat                  | 751,7 |
| 7    | Italia     | Daniela Dejori Annika Sieff Giada Tomaselli Lara Malsiner                    | 720,5 |
| 8    | Polonia    | Anna Twardosz Kinga Rajda Joanna Kil Kamila Karpiel                          | 701,4 |
| 9    | Norvegia   | Pernille Kvernmo Heidi Dyhre Traaserud Ingebjørg Saglien Bråten Silje Opseth | 312,7 |
| 10   | Kazakistan | Dajana Pecha Alina Tuchtaeva Veronika Šiškina Valentina Sderžikova           | 292,9 |

26 gennaio

Trampolino: Salpausselkä HS100

#### Sci di fondo

##### Sprint
| Pos. | Atleta                   | Nazione   |
| ---- | ------------------------ | --------- |
| 1    | Kristine Stavås Skistad  | Norvegia  |
| 2    | Monika Skinder           | Polonia   |
| 3    | Anita Korva              | Finlandia |
| 4    | Linn Svahn               | Svezia    |
| 5    | Frida Karlsson           | Svezia    |
| 6    | Anastasija Faleeva       | Russia    |
| 7    | Tilde Bångman            | Svezia    |
| 8    | Helene Marie Fossesholm  | Norvegia  |
| 9    | Kristin Austgulen Fosnæs | Norvegia  |
| 10   | Anna-Maria Dietze        | Germania  |

20 gennaio

Tecnica classica

##### 5 km
| Pos. | Atleta                  | Nazione   | Tempo   |
| ---- | ----------------------- | --------- | ------- |
| 1    | Frida Karlsson          | Svezia    | 12:50,6 |
| 2    | Helene Marie Fossesholm | Norvegia  | 13:01,7 |
| 3    | Anita Korva             | Finlandia | 13:10,4 |
| 4    | Izabela Marcisz         | Polonia   | 13:18,0 |
| 5    | Anna Gruchvina          | Russia    | 13:27,2 |
| 6    | Flora Dolci             | Francia   | 13:28,0 |
| 7    | Tilde Bångman           | Svezia    | 13:29,6 |
| 8    | Astrid Stav             | Norvegia  | 13:30,7 |
| 9    | Veronika Stepanova      | Russia    | 13:33,9 |
| 10   | Carola Vila Obiols      | Andorra   | 13:34,1 |

22 gennaio

Tecnica libera

##### Partenza in linea
| Pos. | Atleta                  | Nazione     | Tempo   |
| ---- | ----------------------- | ----------- | ------- |
| 1    | Frida Karlsson          | Svezia      | 40:45:3 |
| 2    | Helene Marie Fossesholm | Norvegia    | +52,1   |
| 3    | Anita Korva             | Finlandia   | +58,1   |
| 4    | Kendall Kramer          | Stati Uniti | +1:30,7 |
| 5    | Izabela Marcisz         | Polonia     | +1:54,8 |
| 6    | Kristina Kuskova        | Russia      | +2:09,7 |
| 7    | Astrid Stav             | Norvegia    | +2:15,0 |
| 8    | Vera Johanne Norli      | Norvegia    | +2:16,3 |
| 9    | Nora Sanness            | Norvegia    | +2:16,7 |
| 10   | Novie McCabe            | Stati Uniti | +2:19,0 |

24 gennaio

15 km tecnica classica

##### Staffetta 4x3,3 km
| Pos. | Nazione     | Atlete                                                                               | Tempo   |
| ---- | ----------- | ------------------------------------------------------------------------------------ | ------- |
| 1    | Norvegia    | Kristin Austgulen Fosnæs Astrid Stav Helene Marie Fossesholm Kristine Stavås Skistad | 35:24,7 |
| 2    | Russia      | Anastasija Faleeva Kristina Kuskova Veronika Stepanova Anna Gruchvina                | +1,0    |
| 3    | Svezia      | Louise Lindström Frida Karlsson Tilde Bångman Linn Svahn                             | +33,3   |
| 4    | Stati Uniti | Mara McCollor Kendall Kramer Sydney Palmer-Leger Novie McCabe                        | +40,5   |
| 5    | Polonia     | Weronika Kaleta Monika Skinder Izabela Marcisz Eliza Rucka                           | +1:08,4 |
| 6    | Germania    | Jessica Löschke Lisa Lohmann Kim Hager Anna-Maria Dietze                             | +1:32,6 |
| 7    | Finlandia   | Hanna Ray Anita Korva Rebecca Ehrnrooth Hilla Niemelä                                | +2:01,5 |
| 8    | Svizzera    | Anja Weber Giuliana Werro Anja Lozza Aurora Viglino                                  | +2:05,8 |
| 9    | Rep. Ceca   | Adéla Nováková Zuzana Holíková Pavlína Votočková Barbora Havlíčková                  | +2:08,5 |
| 10   | Italia      | Nicole Monsorno Rebecca Bergagnin Valentina Maj Laura Colombo                        | +2:10,0 |

26 gennaio

2 frazioni da 3,3 km a tecnica classica 
 
2 frazioni da 3,3 km a tecnica libera

### Misto

#### Salto con gli sci

##### Gara a squadre
| Pos. | Nazione   | Atleti                                                                        | Punti |
| ---- | --------- | ----------------------------------------------------------------------------- | ----- |
| 1    | Russia    | Anna Špynëva Michail Purtov Lidija Jakovleva Maksim Sergeev                   | 984,4 |
| 2    | Norvegia  | Ingebjørg Saglien Bråten Fredrik Villumstad Silje Opseth Thomas Aasen Markeng | 979,6 |
| 3    | Germania  | Agnes Reisch Luca Roth Selina Freitag Constantin Schmid                       | 964,8 |
| 4    | Austria   | Lisa Eder David Haagen Marita Kramer Maximilian Lienher                       | 945,1 |
| 5    | Slovenia  | Katra Komar Aljaž Osterc Jerneja Brecl Žak Mogel                              | 944,4 |
| 6    | Francia   | Joséphine Pagnier Mathis Contamine Lucile Morat Jonathan Learoyd              | 943,1 |
| 7    | Giappone  | Rio Seto Ren Nikaidō Shihori Oi Yuken Iwasa                                   | 932,9 |
| 8    | Italia    | Giada Tomaselli Francesco Cecon Lara Malsiner Giovanni Bresadola              | 855,3 |
| 9    | Polonia   | Kinga Rajda Tomasz Pilch Kamila Karpiel Paweł Wąsek                           | 434,0 |
| 10   | Rep. Ceca | Štěpánka Ptáčková Sebastian Kellermann Zdena Pešatová Radek Selcer            | 399,5 |

27 gennaio

Trampolino: Salpausselkä HS100